# Roger Quinche
Rocher Quinche, né le 22 juillet 1922 et mort le 3 septembre 1982, est un footballeur suisse qui jouait au milieu de terrain.

## Biographie

### Club
Au niveau de sa carrière de club, il a joué dans le championnat de Suisse avec le FC Berne.

### International
Au niveau international, il a participé à la Coupe du monde 1950 au Brésil avec l'équipe de Suisse où la Nati ne passe pas le 1er tour, finissant troisième sur 4 du groupe, derrière les Brésiliens et les Yougoslaves.

### Entraîneur
En 1964, il a également entraîné l'équipe de Suisse à titre intérimaire pour 3 matchs, en compagnie de Jiří Sobotka et de Jacques Guhl.